# تشارلز جي. مكارثي
تشارلز جي. مكارثي هو سياسي أمريكي، ولد في 4 أغسطس 1861 في بوسطن في الولايات المتحدة، وتوفي في 26 نوفمبر 1929 في هونولولو في الولايات المتحدة. نشط حزبياً في الحزب الديمقراطي. وقد انتخب Governor of the Hawaii Territory ‏ (22 يونيو 1918 – 5 يوليو 1921).